# Periporphyrus erythromelas
El picogordo rojinegro o picogrueso rojinegro (Periporphyrus erythromelas) es una especie de ave paseriforme de la familia Cardinalidae propia del norte de América del Sur. 

## Distribución y hábitat
Se encuentra en Brasil, Guayana francesa, Guyana, Surinam y Venezuela. Vive en el bosque húmedo de tierras bajas, preferentemente montañosas, por debajo de los 1.000 m s. n. m.

## Descripción
Mide 16 a 17 cm de longitud.  La cabeza, la garganta y el pico son negros. El plumaje del macho es rojo carmín en el dorso y se hace paulatinamente rojo rosa en las partes inferiores. La hembra presenta plumaje amarillo, verdoso olivaceo en el dorso y anaranjado en el vientre.

## Alimentación
Se alimenta preferentemente de bayas y frutas; adicionalmente consume insectos.